# مرگ و خاکسپاری پاپ فرانسیس
در ۲۱ آوریل ۲۰۲۵ (دوشنبه عید پاک)، ساعت ۰۷:۳۵ به وقت ساعت تابستانی اروپای مرکزی، پاپ فرانسیس در سن ۸۸ سالگی در خانهٔ مقدس مارتا در شهر واتیکان درگذشت. مرگ او توسط کاردینال کوین فارل، در یک پخش از رسانه واتیکان و در یک بیانیه ویدئویی در ساعت ۰۹:۴۵ همان روز اعلام شد. فرانسیس از زمان انتخابش در ۱۳ مارس ۲۰۱۳ به مدت دوازده سال به عنوان پاپ، رئیس کلیسای کاتولیک خدمت کرده بود. او پس از ژان پل دوم در سال ۲۰۰۵، دومین پاپی بود که در قرن بیست و یکم در مقام خود درگذشت.
مرگ فرانسیس به دنبال یک اقامت پنج هفته ای در بیمارستان یک ماه قبل اتفاق افتاد، جایی که او از عفونت دستگاه تنفسی و ذات الریه رنج می‌برد. علت مرگ او به‌طور رسمی سکته مغزی و ایست قلبی غیرقابل برگشت عنوان و ثبت شد. مراسم مرثیه فرانسیس در ۲۶ آوریل، پنج روز پس از مرگ او برگزار شد. انتظار می‌رود که نشست پاپ که جانشین فرانسیس را تعیین می‌کند، بین ۶ تا ۱۲ می تشکیل شود.

## پیش زمینه

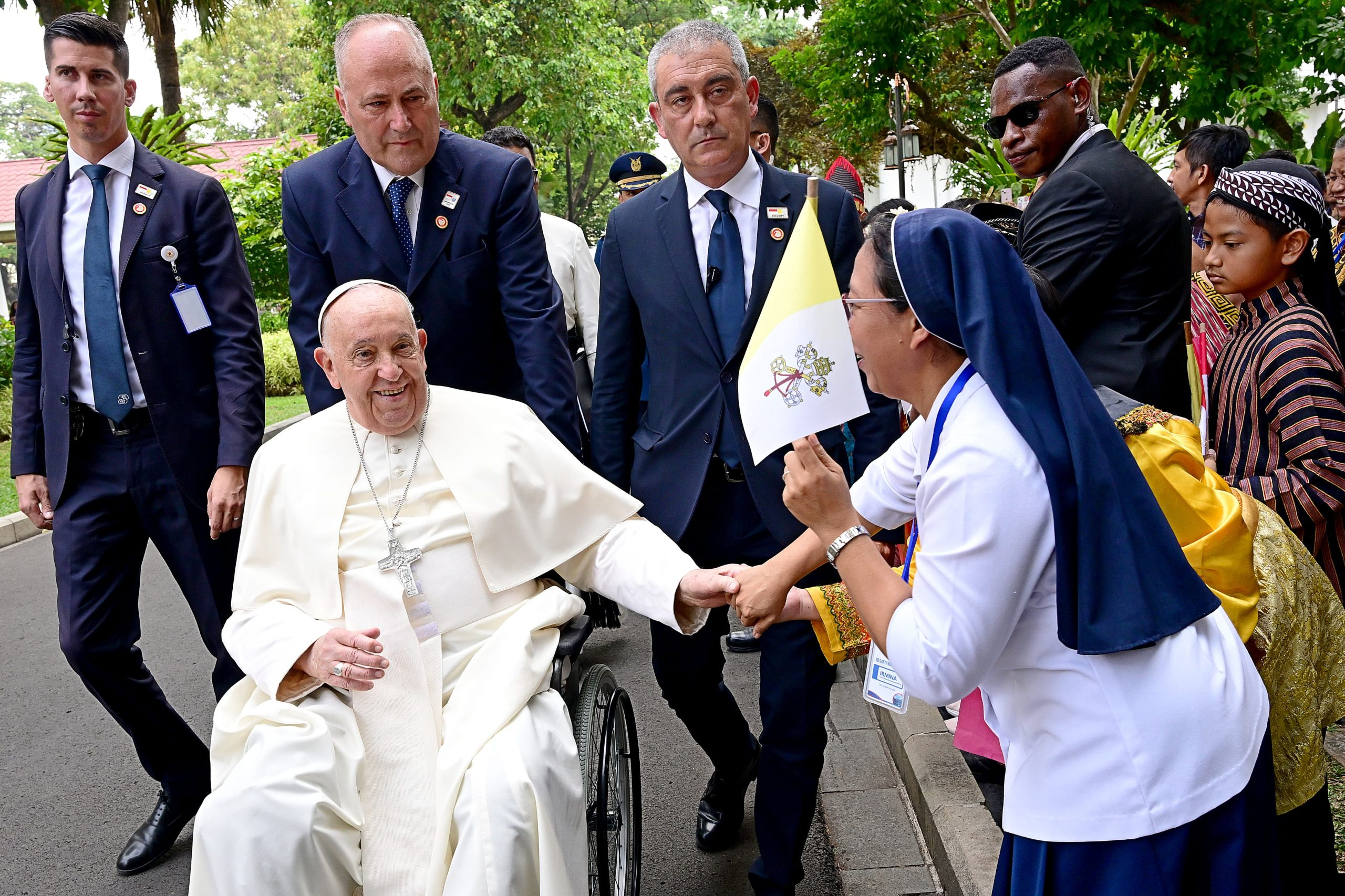
فرانسیس در جریان سفر به اندونزی، سپتامبر ۲۰۲۴

فرانسیس که در سال ۲۰۱۳ و در سن ۷۶ سالگی انتخاب شده بود، در آن زمان سالم بود اما به دلیل آسیب مزمن ریوی که بخشی از آن ناشی از برداشت بخشی از ریه در جوانی بود، مشکلاتی داشت. پزشکان او گفته بودند که برداشتن آن بخش از بافت ریه تأثیر قابل توجهی بر سلامت او نخواهد داشت. تنها نگرانی، کاهش ظرفیت تنفسی در صورت ابتلا به عفونت‌های تنفسی بود. در چند سال پایانی زندگی، او در زمستان‌ها مستعد ابتلا به آنفلوآنزا و برونشیت بود. مشکلات زانو و سیاتیک باعث شده بود که او اغلب از ویلچر، واکر یا عصا استفاده کند.
در سال ۲۰۲۱، مشکلات سلامت فرانسیس شایعاتی دربارهٔ احتمال کناره‌گیری او برانگیخت، که فرانسیس آن‌ها را رد کرد. در ژوئن ۲۰۲۲، پس از درمان زانوی خود، سفرهای برنامه‌ریزی‌شده به جمهوری دموکراتیک کنگو و سودان جنوبی را لغو کرد. او در مصاحبه‌ای با رویترز در همان ماه گفت که به استعفا فکر نکرده است، اما اگر وضعیت سلامتی‌اش اداره کلیسا را غیرممکن کند، استعفا خواهد داد. در جریان سفرش به جمهوری دموکراتیک کنگو در فوریه ۲۰۲۳، فرانسیس گفت که استعفا «در حال حاضر در برنامه او نیست».
در مارس ۲۰۲۳، فرانسیس به دلیل عفونت تنفسی در رم بستری شد. او در آوریل برای برگزاری مراسم عشای شب عید پاک بازگشت. در ژوئن، فرانسیس به دلیل ابتلا به فتق تحت عمل جراحی شکم قرار گرفت. او از سال ۲۰۲۲ به‌طور عمومی از ویلچر استفاده می‌کرد، در ابتدا به دلیل درد مداوم زانو که نیاز به جراحی داشت. فرانسیس اذعان کرد که مشکلات حرکتی مکرر او آغاز «مرحله‌ای جدید و کندتر از دوران پاپی‌اش» را رقم زده است؛ با این حال، از سوی کاتولیک‌های دارای معلولیت به خاطر اینکه «معلولیت خود را به بخشی از هویت آشکارش تبدیل کرده» مورد تحسین قرار گرفت.

## روزهای پایانی و درگذشت

### بیماری نهایی
در ۱۴ فوریه ۲۰۲۵، فرانسیس به دلیل برونشیت در بیمارستان جمِلی رم بستری شد. مدت بستری او به دلیل ابتلا به عفونت چندمیکروبی دستگاه تنفسی و سینه‌پهلو دوطرفه تمدید شد. خبرگزاری واتیکان وضعیت او را بحرانی توصیف کرد و گزارش داد که به او انتقال خون و اکسیژن با جریان بالا داده شده است. در ۲۳ فوریه اعلام شد که فرانسیس به نارسایی کلیه در مراحل اولیه مبتلا شده، هرچند وضعیت او «تحت کنترل» باقی مانده است. در ۲۶ فوریه بهبودی جزئی نشان داد، اما دو روز بعد دچار اسپاسم برونش شد که باعث استنشاق استفراغ و نیاز به تهویه غیرتهاجمی شد؛ واتیکان اعلام کرد که پیش‌آگهی او همچنان محتاطانه است. در ۳ مارس گزارش شد که او از دستگاه تهویه جدا شده و در حال بهبودی است. واتیکان فاش کرد که فرانسیس دو بار دچار «نارسایی حاد تنفسی» شده بود. پس از این رخداد، که سومین افت شدید در وضعیت پاپ بود، استفاده از دستگاه تهویه مجدداً در همان بعدازظهر آغاز شد.
در ۱۹ مارس گزارش شد که فرانسیس دیگر در طول شب از دستگاه تهویه مکانیکی استفاده نمی‌کند و پزشکان او اعلام کردند که عفونت ریوی او تحت کنترل است، اگرچه به‌طور کامل از بین نرفته است. او در ۲۳ مارس از بیمارستان ترخیص شد. بلافاصله پس از دعا و برکت جمعیت از بالکن خود؛ انتظار می‌رفت که او دست‌کم دو ماه را برای بهبودی در خانه‌اش در دوموس سانکتائه مارتائه در شهر واتیکان سپری کند.
در روز یکشنبه عید پاک، ۲۰ آوریل، فرانسیس با جی‌دی ونس، معاون رئیس‌جمهور ایالات متحده، دیدار تا تبریکات عید پاک را مبادله کند. فرانسیس برگزاری مراسم سنتی عشای عید پاک را به کاردینال آنجلو کوماستری واگذار کرد، اما برای اعطای برکت عمومی اوربی ات اوربی شخصاً حضور یافت و در میدان سن پیترو با مردم در خودروی پاپی ملاقات کرد. آخرین مقام سیاسی که پیش از درگذشت فرانسیس با او دیدار کرد، آندری پلنکوویچ، نخست‌وزیر کرواسی بود. آخرین سخنان فرانسیس نیز پیامی از قدردانی به پرستارش، ماسیمیلیانو استراپتی، برای فراهم کردن امکان حضورش در میدان بود. فرانسیس سپس آن بعدازظهر استراحت کرد و شام خورد.

## مرگ
سلامتی فرانسیس به‌طور ناگهانی در ساعت ۰۵:۳۰ صبح روز ۲۱ آوریل (دوشنبهٔ عید پاک) به وقت CEST رو به وخامت گذاشت، در طی آن او آخرین حرکت وداع‌آمیز خود را به سوی پرستارش انجام داد و سپس بیهوش شد. پزشک او، دکتر سرجیو آلفیری، بلافاصله فراخوانده شد. او پاپ را در حالی یافت که چشمانش باز بود و به‌طور طبیعی نفس می‌کشید، اما به محرک‌ها واکنشی نشان نمی‌داد. به سرعت یک سکته مغزی شدید تشخیص داده شد. پس از بحثی کوتاه، تصمیم گرفته شد که فرانسیس به بیمارستان منتقل نشود، چراکه باور داشتند وضعیت پاپ مرگبار است و کاری برای او نمی‌توان انجام داد. هیچ نشانه‌ای از رنج جسمانی دیده نمی‌شد.
او در ساعت ۰۷:۳۵ در محل اقامت خود در شهر واتیکان و در سن ۸۸ سالگی درگذشت. خبر درگذشت او توسط کاردینال کوین فارل، کامرلنگوی کلیسای کاتولیک رم، در بیانیه‌ای که از رسانه واتیکان از نمازخانه اقامتگاه پاپ در دوموس سانکتائه مارتائه پخش شد، اعلام گردید. A گواهی فوتی که بعدها در همان روز توسط واتیکان منتشر شد تأیید کرد که فرانسیس بر اثر سکته مغزی که منجر به کما و ایست قلبی غیرقابل برگشت شده بود، درگذشته است. در این گواهی همچنین ذکر شده بود که او به دیابت نوع دوم و فشار خون بالا مبتلا بوده است. در ۲۲ آوریل، واتیکان نخستین تصاویر از پاپ فرانسیس را که در حالت تدفین در نمازخانه دوموس سانکتائه مارتائه قرار داشت، منتشر کرد؛ او در این تصاویر تاج اسقفی (میترا)، پالیوم، لباس‌های قرمز و کفش‌های مشکی معمول خود را به تن داشت.
آپارتمان‌های پاپی در کاخ رسولی و اقامتگاه شخصی پاپ فرانسیس در دوموس سانکتائه مارتائه، پس از درگذشت او توسط کاردینال کامرلنگو مهر و موم شدند.
پس از درگذشت او، وصیت‌نامه روحانی فرانسیس که به تاریخ ۲۹ ژوئن ۲۰۲۲ نوشته شده بود، منتشر شد. این وصیت‌نامه نشان می‌داد که او آرزو داشته است در بازلیکای سانتا ماریا ماجوره، به‌طور مشخص «در محفظه تدفینی در راهروی جانبی بین نمازخانه پلین (نمازخانه سالوس پوپولی رومانی) و نمازخانه اسفورتزا در بازلیکا» به خاک سپرده شود. وصیت‌نامه او با این جمله پایان یافت: «"خداوند پاداشی شایسته به همه کسانی عطا کند که مرا دوست داشته‌اند و همچنان برایم دعا می‌کنند. رنجی که بخش پایانی زندگی مرا دربر گرفته است، به درگاه پروردگار تقدیم می‌کنم؛ برای صلح در جهان و برادری میان ملت‌ها".»
شصت کاردینال در تاریخ ۲۲ آوریل جلسه‌ای سازمانی برگزار کردند. در ۲۳ آوریل ساعت ۰۹:۰۰ صبح، پیکر پاپ فرانسیس از دوموس سانکتائه مارتائه به کلیسای سن پیترو منتقل شد و برای بازدید عمومی سه‌روزه در حالت تدفین قرار گرفت؛ این بازدید از همان روز ساعت ۱۱:۰۰ آغاز شد و تا ساعت ۱۹:۰۰ روز ۲۵ آوریل ادامه داشت. پس از آن، تابوت در مراسمی مذهبی در ساعت ۲۰:۰۰ روز ۲۵ آوریل مهر و موم شد. در هشت ساعت و نیم ابتدایی این بازدید عمومی، بیش از ۱۹٬۰۰۰ نفر برای وداع با فرانسیس آمدند و صف‌ها تا خیابان ویا دلا کنچیلیاتزیونه امتداد یافت. تا عصر همان روز، تعداد بازدیدکنندگان به ۹۰٬۰۰۰ نفر رسید که باعث شد مقامات، زمان تعطیلی بازدید را در صبح روز ۲۴ آوریل به مدت ۱٫۵ ساعت برای نظافت کوتاه کنند و سپس کلیسا را تمام شب باز نگه دارند. تا ۲۵ آوریل، شمار بازدیدکنندگان به بیش از ۲۵۰٬۰۰۰ نفر رسید. خواهر روحانی فرانسوی-آرژانتینی، ژنوویو ژاننگروس، که از دوستان شخصی پاپ فرانسیس بود، اجازه یافت به طرز غیرمعمولی به تابوت نزدیک شود و ادای احترام کند.
در تاریخ ۲۸ آوریل، یک هفته پس از درگذشت فرانسیس، تأیید شد که کنگره پاپی سال ۲۰۲۵ برای انتخاب جانشین پاپ فرانسیس، در تاریخ ۷ مه تشکیل خواهد شد.

## دفن
پس از مراسم تشییع با پاپ‌موبیل، فرانسیس در کلیسای سانتا ماریا ماجوره در رم به خاک سپرده شد، «در محل تدفین واقع در راهروی جانبی میان نمازخانهٔ پائولین (نمازخانهٔ سالوس پوپولی رومانی) و نمازخانهٔ اسفورزا در این باسیلیکا». او ارادتی ویژه به تصویر سالوس پوپولی رومانی که در آن کلیسا نگهداری می‌شود، داشت. فرانسیس هشتمین پاپی بود که در باسیلیکای سانتا ماریا ماجوره به خاک سپرده می‌شود و نخستین پاپی بود که از زمان پاپ لئو سیزدهم در سال ۱۹۰۳ بیرون از واتیکان دفن می‌شود. زمانی که تابوت چوبی و رویی او از پله‌های کلیسا بالا برده می‌شد، ۴۰ سوگوار از فقیرترین و به‌حاشیه‌رانده‌شده‌ترین اقشار – از جمله زندانیان در مرخصی روزانه، قربانیان قاچاق انسان، زنان ترنس، مهاجران، کارگران جنسی، و بی‌خانمان‌ها – به استقبال تابوت رفتند.
در ۲۷ آوریل، دومین یکشنبهٔ عید پاک، اعضای انجمن کاردینال‌ها بر سر مزار پاپ فرانسیس حاضر شدند و دعای عشای دوم را در آن‌جا برگزار کردند.

## واکنش‌ها
پس از درگذشت فرانسیس، بسیاری از رهبران سیاسی و مذهبی در سراسر جهان پیام تسلیت فرستادند و به او ادای احترام کردند. همچنین چندین کشور دوره‌هایی از عزای عمومی را به مناسبت درگذشت پاپ فرانسیس اعلام کردند.